# 金阳 (新罗)
金陽（808年—857年），新罗官员，字魏昕，太宗王金春秋九世孫。曾祖金周元伊湌，祖金宗基蘇判，父亲金貞茹波珍湌，他们都是以世家爲將相。
金陽生而英傑。828年（大和二年、興德王三年），爲固城郡太守，再拜中原大尹，转任武州都督，所至都有良好的声譽。開成元年（836年），興德王薨，無嫡子，国王堂弟金均貞，堂弟之子金悌隆，爭位。金陽與金均貞之子阿湌金祐徵、金均貞妹壻金禮徵，奉金均貞爲王，进入積板宮，以族兵宿衛。金悌隆之黨金明、利弘等來圍攻，金陽在宮門陳兵抗拒，说：”新君在此，爾等何敢兇逆如此。” 于是引弓射殺十數人。金悌隆属下裴萱伯，射中金陽大腿。金均貞说：”彼衆我寡，勢不可当，公可以佯退，然后再做计划。”金陽於是突圍而出，至韓歧市，金均貞在亂兵中被杀，金陽向天號泣，向太阳盟誓心，潛藏在山野中，以待時机到來。
開成二年（837年）八月，前侍中金祐徵，收殘兵，入淸海鎭，結大使张保皋，计划報不同天之仇。金陽听说後，募集謀士兵卒，開成三年（838年）二月，入海，見金祐徵，與他计划擧事。三月，以勁卒五千人，襲武州，至城下，武州人归降，抵达南原，迎战新羅兵，获胜。金祐徵以士卒长久勞顿，先歸海鎭，厉兵秣马。冬，彗星見于西方，芒角指東，衆人称賀：”这是除舊布新，報寃雪恥的祥瑞。” 金陽號平東將軍，十二月再出，金亮詢带领鵡洲軍來，金祐徵又派遣驍勇閻長、張弁、鄭年、駱金、張建榮、李順行六將統兵，行至武州鐵冶縣北川。新羅大監金敏周，率兵抵御，將軍駱金、李順行，率领馬兵三千，突入彼軍，殺傷殆盡。
開成四年（839年）正月十九，軍至大丘，闵哀王以兵迎拒，交战，王軍敗北，生擒斬獲不能計数。闵哀王逃入離宮，被兵士所害。金陽於是命左右將軍領騎士，安抚百姓：“本爲報仇，今渠魁就戮，衣冠士女百姓，宜各安居，勿妄動。” 于是收復王城，金陽召裴萱伯说：“犬各吠非其主，爾以其主射我，義士也，我不追究，爾安無恐。” 大家听说後道：”裴萱伯如此，其他何憂。” 没有人不感悅。四月，淸宮，奉迎侍中金祐徵即位，是爲神武王。七月二十三日，神武王薨，太子嗣位，是爲文聖王。迫錄旧功，授蘇判兼倉部令，轉任侍中兼兵部令，唐朝聘問，兼授檢校衛尉卿。
大中十一年（857年）八月十三日，在私第去世，享年五十岁。文聖王追贈他为舒發翰，贈賻殮葬按照金庾信舊例。同年十二月初八日，陪葬于太宗大王之陵。